# Georg Jensen
Georg Arthur Jensen (Rådvad, 31 de agosto de 1866–Copenhague, 2 de octubre de 1935) fue un escultor y platero danés de estilo modernista. Fue el creador del llamado «estilo Jensen», muy difundido por Europa y Estados Unidos.

## Biografía

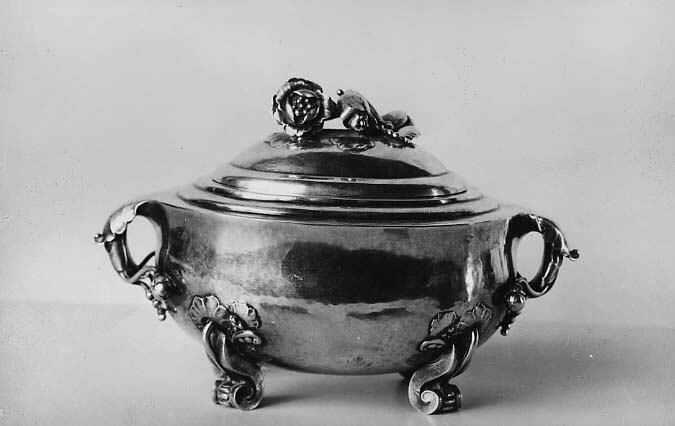
Azucarero, Museo Metropolitano de Arte, Nueva York

Era hijo de Jørgen Jensen y Martha Martine Marie Harding. Se formó como orfebre en Copenhague, tras lo cual trabajó un tiempo en el taller de platería y peltrería de Mogens Ballin. El año 1900 viajó por Francia e Italia y, a su regreso, abrió una fábrica de porcelana que no tuvo éxito, tras lo que regresó a la platería. En 1907 se ascoció con el pintor Johan Rohde, con el que forjaría el estilo que le dio fama internacional, de líneas sencillas y sólidas, con perfiles netos y gran sentido del equilibrio, y con una característica superficie recocida en un baño de ácido sulfúrico. La sociedad que fundó sigue existiendo, regida tras su fallecimiento por su hijo Søren, con sucursales en Londres y Nueva York. Algunas de sus obras están expuestas en el Kunstindustrimuseum de Copenhague, en el Victoria & Albert Museum de Londres o en el Busch-Reisinger Museum de la Universidad de Harvard (Cambridge, Massachusetts).
Estuvo casado cuatro veces: con Marie Christiane Antonette Wulff, con la que tuvo dos hijos, Vidar Wulff Jensen y Jørgen Adolf Harding Jensen; Magna Maren Petersen, con la que tuvo una hija, Vibeke Jensen; Laura Julie Johanne Nielsen, con la que tuvo tres hijos, Lise Georg Jensen, Birgitte Georg Jensen y Søren Georg Jensen; y Magdalene Hanna Agnes Christiansen, con la que tuvo dos hijos, Mette Georg Jensen e Ib Georg Jensen.

## Marcas de Georg Jensen

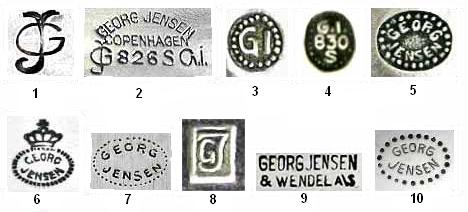
1. 1904 - 1908
2. 1909 - 1914
3. 1910 - 1925
4. 1915 - 1930
5. 1915 - 1927
6. 1925 - 1932
7. 1930-1939 para grabados
8. 1933 - 1944
9. 1945 - 1951 para artículos vendidos en Copenhague
10. 1945–presente

## Marcas de los diseñadores de Georg Jensen

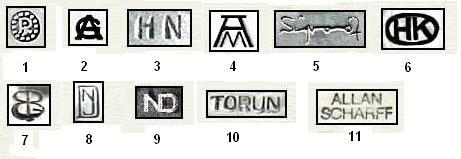
1. Johan Rohde (1856-1935)
2. Gundorph Albertus (1887-1970)
3. Harald Nielsen (1892-1977)
4. Arno Malinowski (1899-1976)
5. Sigvaard Bernadotte (1907-2002)
6. Henning Koppel (1918 - 1981)
7. Bent Gabrielsen (1928)
8. Nanna en Jorgen Ditzel
9. Nanna Ditzel (1923-2005)
10. Vivianna Torun Bulow-Hube (1927-2004)
11. Allan Scharff (1940)